# Kretische Säule

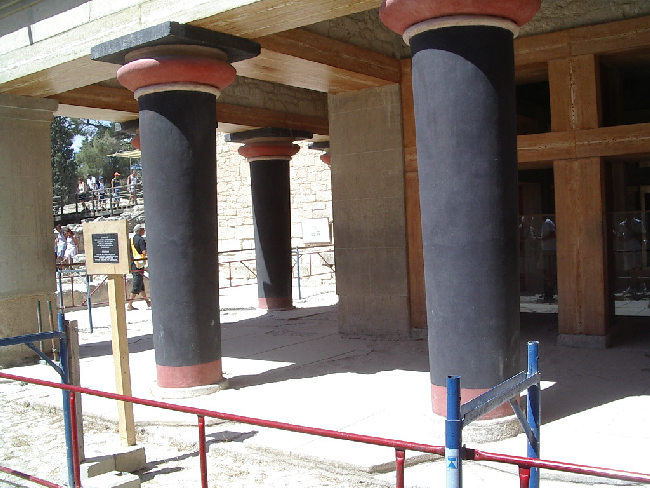
Kretische Säulen in Knossos.

Als kretische Säule bezeichnet man eine bei minoischen Bauten verbreitete Säulenform, bei der sich der Säulenschaft nach unten verjüngt, im Gegensatz zur griechischen Säule, so dass der Durchmesser an der Basis deutlich kleiner als am Kapitell ist. Kretische Säulen stehen auf einer flachen Basis und werden oben von einem wulstförmigen  Kapitell und einer Abakus-Platte abgeschlossen.